# Свасоке
Свасоке (*бірм. စွာစော်ကဲး; 16 липня 1330 — 1400) — 2-й володар царства Ава у 1367—1400 роках. Мав титули Ассапаті Нарапатібгава Натітьяпавара Дхаммараджа та Сірі Тірі Паванадітья Паварапандіта Дхаммараджа. Мав прізвисько «Сактаврхан», що означає «довгожитель».

## Життєпис

### Молоді роки
Належав до Паганської династії. Онук Чавсви, володаря Пагану. Третій син Ман Шинсо, сукрі (намісника) Тхаєту, та Шін М'ят Хла (онуки паганського володаря Кансу III і небоги Тхіхатху, царя Піньї). Народився в Тхаєті 1330 року, отримавши ім'я Соке. На початку січня 1334 року араканці здійснили набіг на Тайєт і 7 січня 1334 року відправили всю родину Ман Шинсо до своєї столиці Лаунггієта. До родини добре ставилися при араканському дворі, де дітей навчав один із найосвіченіших араканських ченців того часу. У 1343/1344 році родина повернулася до Тхаєти. Його батька знову призначили на стару посаду в Тхаєті. Два його старші брати — Шве Наншин і Соян Наунг — стали сукрі М'їнсайна і П'ї відповідно.

### Кар'єра
Соке було призначено сукрі невеликого містечка Талок у центральній частині царства з титулом тараб'я («праведний правитель»). 1350 року отримав посаду сукрі великого міста Яметхін. У грудні того ж року погиркався з Чавсвою II, царем Піньї, після чого втік до держави Сікайн. Тамтешній володар Тараб'я II призначив Соке намісником Ам'їнту, невеликого регіону на захід від столиці Сікайн. Протягом наступних років не відігравав політичної ролі, але в умовах, що північні та східні регіони царства плюндрувалися шанами, то підвладна Соке місцевість стала відігравати все більше значення в забезпеченні населення Сікайну харчами.
У вересні 1364 році підтримав нового правителя — Тадомінб'ю. Останній в свою чергу одружився з сестрою Соке — Соомма. 1367 року після раптової смерті Тадомінб'ї від віспи почалася боротьба за владу. Сестрасокеіудова правителя спільно з Нгане, командувачем військами, намагалася захопити владу. Проти неї виступив Свасоке. Його підтримав швагер Тхілава, намісник Яметхіна. Протягом нетривалого часу вдалося завдати поразки сестрі-суперниці, зайнявши область колишньої Піньї. Соомма отаборилася в Сікайні Частина знаті наполягала, що трон повинен перейти до Тхілава. Внаслідок дипломатії Соке той відмовився від влади. Тоді вибір впав на Соке.

### Панування
Протягом декількох місяців здолав і полон сестру, відновивши єдність держави. Також дипломатією змусив Соян Наунга, правителя П'ї, П'янчі I, правитель Таунгу, та Тейнкхату Согнаунг, правителя Сагу, визнати зверхність Ави. Втім Сагу, Таунгу і П'ї були лише номінальними васалами. За цим у березні 1368 року провів церемонію інтронізації, прийнявши титул мінґісо (Високий великий володар).
Головною зовнішньою загрозою обрав шанськудержаву Муанг Мо, яка раніше зуміла захопити Сікайн й призвела до занепаду царство Пінья. Тому разом зі зміцнення внутрішнього становища проводив політику замирення із сусідами. Наприкінці 1370 року підписав з Бінья У, правителем Гантаваді, договір про демаркацію кордону.
1371 року скористався виснажливою боротьбою за владу в шанських князівства Мохн'їн і Калай (верхів'я річки Чиндвін), щоб вдертися туди. Завдяки цьому вдалося встановити зверхність Ави над цими князівства. Але невдовзі після залишення військами Свасоке Мохн'їн тамтешня знать скинула собву (князя), якого їм було нав'язано. Плану походу проти Мохн'їну завадила війна з Муанг Мо заважливе прикордонне місто М'єда. 1372 року війська Муанг Мо захопили його. 30 грудня 1372 року центральні провінції сколихнув потужний землетрус. На початку 1373 року Свасоке вигнав ворога з цього міста. Боротьба тривала до лютого 1375 року, завершившись перемогою володаря Ави.
Водночас 1373 року втрутився в боротьбу за владу в араканській державі Лаунггьєт, де поставив царем стрийка Сомона II. 1374 року уклав мирний договір з Саенгмуенгма, правителем Ланни, ключовою умовою якого стало невтручання останнього у відносини держави Ава з царством Таунгу. В свою чергу володар сотаннього П'янчі I уклав союз з гантавадським правителем Бінья У. Також Соян Наунг (брат Свасоке), намісник П'ї, який запропонував влаштувати шлюб своєї доньки з сином П'янчі I, на що той погодився. Проте при прибутті до П'ї П'янчі I з почтом було вбито, врятувалися лише його син П'янчі II й
зять Соккоте. Володар Ава тричі відправляв війська проти Таунгу, що спричинило там масовий голод. 1376 року П'янчі II визнав зверхність Ави. 1379 року Соккоте вбив останнього.
1380 року відправив посольство до імперії Мін. Після смерті араканського правителя Сомона II у 1381 році призначив правителем Соме, намісника Талока. 1383 році війська Ави Соккоте, поставивши на трон Пхаунггу, завдяки чому зверхність Свасоке над Таунгу значно посилилася. 1385 року тривалий конфлікт знаті й Соме призвів до повалення цього правителя. До 1386 року відбулося відродження старовинних землеробських регіонів.
У квітні 1385 року він призначив свого старшого сина Ман Начє спадкоємцем. Невдовзі Свасоке добровільно підпорядкувався Лаукпія. правитель М'яунгм'ї, що перебував у залежності від держава Гантаваді. Це спричинило війну, яка тривала 40 років. Розрахунок Свасоке ґрунтувався на тому, що
після смерті царя Бінья У в 1384 році влада значно послабла, багато васальних держав Гантаваді фактично здобули незалежність. Спочатку 2 армії Ави при від підтримці флоту і армії Лаукпії зайняли значну частину північного Гантаваді. Втім зрештою не змогли прорватися через коридор Гмавбі-Пегу, де затрималися на 5 місяців. Але перемога флоту Лаукпії над флотом Разадаріт сприяло частковому блокуванню ворожій столиці Пеґу. Настання сезону дощів змусило військо Ави відступити до своїх позицій. Нова військова кампанія почалася 1386 року. Цього разу військо Ави зазнало невдач при спробі захопити міста Дагон, Глаїнг, Дала і Гмавбі.
У 1387 році проти Ави виступив Сі Луньфа, правитель Муанг Мо. Війна з перемінним успіхом тривала до 1390 року, коли було укладено перемир'я, що зафіксувало статус-кво. Складнощами свасокена півночі скористався Разадаріт, який до 1389 року відновив владу на всій території Гантаваді. У відповідь 1390 року Свасоке на чолі 17-тисячного війська атакував Разадаріта, з іншого боку його син Начє з 12 тис. вояків. Річкою Іраваді рухався флот Ави, який поблизу Гу-Хтута зазнав численних невдач. Начє не зміг захопити важливу фортецю Панчав. Втім Свасоке вдалося укласти мирну угоду, за якою Ава отримала частину північного Гантаваді з центром в місті Гу-Хтут.
1392 року почалася нова війна з Муанг Мо, коли війська цієї держави знову зайняли місто М'єду. Армія Ави, що рушила наприкінці 1392 року проти Сі Лунфи, зазнала поразки, ворог дійшов до міста Сікайн. У новій битві — при Шангоні — вдалося завдати ворогові тяжкої поразки. З цього часу відновився мир з Муанг Мо на колишніх умовах.
Решта панування Свасоке було мирним. Помер 1400 року. Йому спадкував син Начє під ім'ям Тараб'я.